# Вагнер, Катарина Фредерика
Катарина Фредерика Вагнер (р. 21 мая 1978, Байройт, Бавария, ФРГ) — немецкий оперный режиссёр, профессор. Художественный руководитель и директор Байройтского фестиваля Рихарда Вагнера (с 2015).

## Биография
Катарина Вагнер родилась 21 мая 1978 года в Байройте в семье режиссёра, директора Байройтского фестиваля Вольфганга Вагнера и его второй жены Гудрун Мак. Училась на режиссёрском факультете в Свободном университете Берлина. В годы учёбы работала помощником режиссёра Гарри Купфера в Берлинской государственной опере и на Байройтском фестивале.
Как режиссёр, дебютировала постановкой оперы своего прадеда Рихарда Вагнера «Летучий голландец» в 2002 году в Вюрцбурге.
С 2001 года Катарина Вагнер помогала своему отцу в организации ежегодных фестивалей и была объявлена им как его преемница на посту директора фестиваля.
В 2007 году дебютировала на Байройтском фестивале постановкой оперы «Нюрнбергские мейстерзингеры». Постановка вызвала бурную реакцию в СМИ и среди зрителей.
В последние годы правления Вольфганга Вагнера появлялось много публичных дискуссий о будущем Байройтского фестиваля, в частности о том, кто займёт место директора после него. В связи с этим, Вольфганг Вагнер в апреле 2008 года заявил, что готов уйти в отставку в пользу двух своих дочерей — Катарины и её сводной сестры Евы Вагнер-Паскье. После этого, Катарина и Ева, которые никогда раньше не встречались, подали совместное заявление в Попечительский совет фестиваля, которое было утверждено 1 сентября 2008 года большинством голосов (22 голоса «за», 2 воздержавшихся).
В 2010 году Катарина Вагнер была избрана почётным профессором Берлинской высшей школы музыки имени Эйслера.
В сентябре 2015 года Катарина Вагнер стала единоличным директором фестиваля.
В конце апреля 2020 года Катарина Вагнер временно сложила с себя полномочия из-за тяжёлой болезни. Временно исполнял обязанности директора Хайнц-Дитер Зензе.
В сентябре 2020 года вернулась к руководству фестивалем.
В годы правления Катарины Вагнер в Байройте появилась целая плеяда новых режиссёров, дирижёров и художников, например на фестивале дебютировали такие режиссёры, как Франк Касторф, Барри Коски, Дмитрий Черняков, дирижёры — Валерий Гергиев, Пласидо Доминго, Семен Бычков, Кирилл Петренко, и первая женщина-дирижёр за всю историю фестиваля Оксана Лынив, художники — Герман Нич.

## Семья
- Прадед — Рихард Вагнер, композитор
- Прабабушка — Козима Вагнер
- Дед — Зигфрид Вагнер
- Отец — Вольфганг Вагнер
- Мать — Гудрун Мак
- Сводная сестра — Ева Вагнер-Паскье

## Постановки
- 2002 — Рихард Вагнер. «Летучий голландец». (Вюрцбург)
- 2004 — Рихард Вагнер. «Лоэнгрин». (Будапешт)
- 2005 — Альберт Лорцинг. «Оружейник». (Мюнхен, Государственный театр на Гертнерплац)
- 2006 — Джакомо Пуччини. «Триптих». (Берлин, Немецкая опера)
- 2007 — Рихард Вагнер. «Нюрнбергские мейстерзингеры». (Байройтский фестиваль)
- 2008 — Рихард Вагнер. «Риенци». (Бремен)
- 2009 — Рихард Вагнер. «Тангейзер». (Лас-Пальмас-де-Гран-Канария)
- 2010 — Джакомо Пуччини. «Мадам Баттерфляй». (Майнц)
- 2011 — Эжен Д’Альбер. «Долина». (Майнц)
- 2015 — Рихард Вагнер. «Тристан и Изольда». (Байройтский фестиваль)